# 小叶冷水花
小叶冷水花（学名：Pilea microphylla）是荨麻科冷水花属的植物。分布在亚洲、非洲热带、南美洲热带、台湾以及中国大陆的江西、广东、广西、浙江、福建等地，多生长在路边石缝和墙上阴湿处。
其种加词microphylla，意为“小叶的”。

## 繁殖方式
小叶冷水花可透過分裂球根，或是透過使用生根生長素來扦插繁殖。此植物喜好在土壤乾燥後。再把水澆透土壤，另外霧氣也證實對此植物的生長有所幫助。直射的陽光將造成葉子變成棕色並且枯萎，因此它比較喜歡散色光或是半遮光的環境。

## 入侵物種
小叶冷水花已經被引入世界各地的熱帶和亞熱帶地區。在澳大利亚、中华人民共和国、迪戈加西亚岛、科隆群岛、密克罗尼西亚联邦、斐濟、法屬玻里尼西亞、關島、夏威夷州、印度、日本、基里巴斯、馬紹爾群島、諾魯、新喀里多尼亞、紐埃、帛琉、巴布亚新几内亚、菲律宾、皮特凯恩群岛、新加坡、所罗门群岛、東加、以及瓦利斯和富圖納這些國家或地區中被認為是入侵物种。

## 别名
透明草（岭南大学校园植物名录） 小叶冷水麻（台湾植物志）